# Buch der Richter
| Nevi’im (Propheten) des Tanach                                                      |
| ----------------------------------------------------------------------------------- |
| Vordere Propheten                                                                   |
| - Buch Josua - Buch der Richter - Samuel (1. und 2. Buch) - Könige (1. und 2. Buch) |
| Hintere Propheten                                                                   |
| - Jesaja - Jeremia - Ezechiel - Zwölfprophetenbuch                                  |

Das Buch der Richter (Abkürzung: Ri; hebräisch ספר שופטים Sefer Schoftim) ist ein Teil des Tanachs und somit auch Teil des Alten Testaments. Seit dem Mittelalter wird es in 21 Kapitel unterteilt.

## Inhalt
Geschildert wird die Zeit nach der Landnahme (Buch Josua) bis kurz vor Beginn der Königszeit unter Saul (ca. 1050 v. Chr.).
In dieser Zeit war Israel ein Judikat, d. h., es wurde durch Richter regiert. Die bekanntesten sind die Richterin Debora und die Richter Gideon, Simson und Samuel, unter dem die Richterzeit endete und die Königszeit begann.

## Die Richter
Das hebräische Wort שֹׁפְטִים (Schoftim, Einzahl Schofet, „Richter“) beinhaltet anders als im Deutschen nicht nur eine juristische, sondern auch eine politisch-militärische Komponente, Stammesführer (vgl. phönizisch-punischer Sufet). Im Richterbuch überwiegt die politisch-militärische Komponente. Die Richterin Debora erobert mit Hazor die Metropole des Nordens (abweichend von dieser Darstellung tut dies bereits Josua), während einzelne der sogenannten kleinen Richter (Tola, Schamgar, Jaïr, Ibzan, Elon und Abdon) eine überwiegend juristische Aufgabe hatten. Von juristischen Aufgaben im eigentlichen Sinne, also von Rechtsprechung, berichtet das Buch jedoch nicht. Auch ist die Bezeichnung der Personen als „Richter Israels“ irreführend, da sie eigentlich nur jeweils einer Stadt oder einem der Zwölf Stämme Israels vorstanden. Die verschiedenen Kapitel des Richterbuches handeln in verschiedenen Teilen des Siedlungsraumes der Stämme.

## Der deuteronomistische Rahmen
Die Erzählungen der sogenannten großen Richter Otniël, Ehud, Barak, Gideon, Jiftach und Simson folgen dem immer gleichen Kreislauf:
- Abfall Israels von JHWH, Anbetung von Baal oder anderen kanaanäischen Göttern.
- Bedrohung und Unterdrückung durch Fremdvölker
- Hilfeschrei zu JHWH
- Erweckung eines Richters (Retters) durch JHWH
- Rettung Israels durch den Richter
- Erneuter Abfall Israels von JHWH

Die Betonung der Rettung Israels nur durch ihren Gott ist ein starker Hinweis auf einen Deuteronomisten als Redaktor des Buches. In der fragmentarisch erhaltenen Handschrift 4Q559 werden die Richter Israels ebenfalls beschrieben; offenbar als Teil einer fortlaufenden Chronologie und ohne einen deuteronomistischen Rahmen.

## Gliederung des Buches der Richter

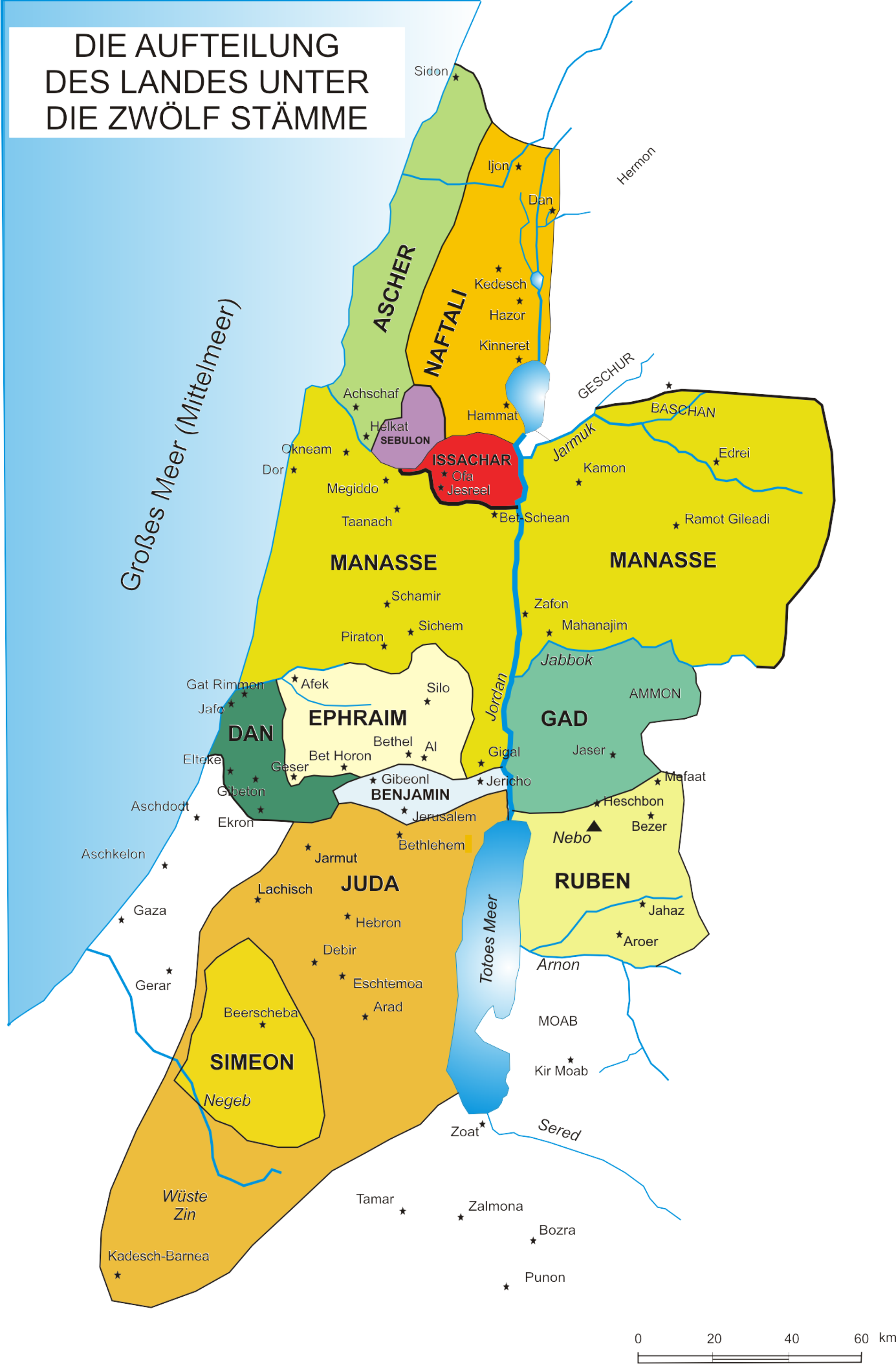
Siedlungsgebiete der Zwölf Stämme Israels

Das Buch beginnt mit der Fortführung der geschichtlichen Erzählung über die Landnahme Israels, die direkt an die Erzählungen im Buch Josua anschließt. Die Stämme Juda, Simeon und Benjamin erobern die Gebiete westlich des Toten Meeres, darunter die Städte Jerusalem und Hebron. Einige der Völker in den eroberten Gebieten können jedoch nicht ganz vernichtet werden. Das Gebiet von Gaza bleibt von den Philistern besetzt (Ri 1,1-21 ).
Auch die Siedlungsgebiete der Stämme Manasse, Efraim, Sebulon, Ascher und Naftali werden erobert. Allerdings gelingt es auch hier nicht, sämtliche Einwohner der eroberten Gebiete zu vertreiben. Teilweise sind die Israeliten jedoch stark genug, die Bewohner zur Fronarbeit zu zwingen (Ri 1,22-36 ).
Das Kapitel 2 beginnt mit einer Drohung durch den Engel Gottes, da die Israeliten nicht, wie von JHWH gefordert, die Bewohner des Landes vertrieben oder umbrachten und die Altäre der fremden Gottheiten niederrissen: „Deshalb sage ich euch jetzt: Ich werde [die fremden Völker] nicht vor euren Augen vertreiben, sondern sie sollen euch Widerstand leisten, und ihre Götter sollen euch zu Fall bringen.“ (Ri 2,3 )
Der folgende Abschnitt über Josuas Tod gehört chronologisch an den Anfang des Buches, vor die Landnahme der einzelnen Stämme. Josua, der Sohn Nuns, starb im Alter von hundertzehn Jahren, er wurde in Timnat-Heres auf dem Gebiet seines Stammes Efraim begraben. Nachdem die ganze Generation Josuas, die mit ihm über den Jordan geschritten war, gestorben war, erinnerte sich Israel nicht mehr an die Taten JHWHs und diente anderen Göttern (Ri 2,6-10 ).
In Ri 2,11-3,6  folgt dann eine erklärende Zusammenfassung zu den folgenden Abschnitten der einzelnen Richter. Wegen der Verfehlungen des Volkes wird es große Not leiden müssen, dann wird Gott einen Richter schicken, um das Volk zu erlösen. Zeit seines Lebens wird dann Friede herrschen, danach verfällt das Volk wieder zu bösem Treiben. „Schlimmer als ihre Väter“ trieben sie es und „ließen nicht ab von ihrem bösen Treiben und ihrem störrischen Verhalten.“ (Ri 2,19 ) Es folgt eine kurze Liste der Völker, die nach der Landnahme weiterhin unter den Israeliten wohnten.

### Die einzelnen Richtererzählungen

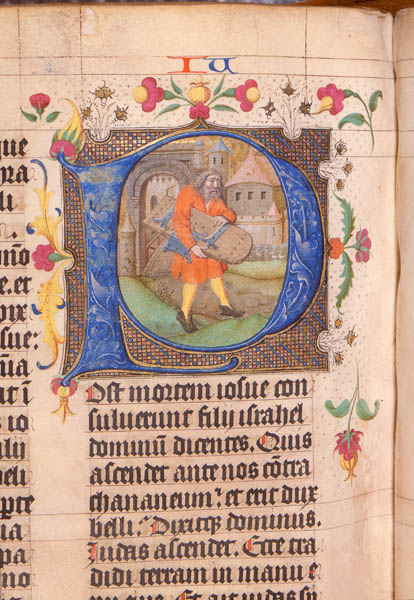
Seite der Zwolle-Bibel mit dem Anfang des Buches der Richter und einer Simson-Initiale

Es folgen die Erzählungen der vierzehn wichtigsten Richter. Die Erzählungen halten sich, wo sie ausführlich genug sind, ziemlich genau an das vorher aufgezeigte Schema: Abfall – Elend – Berufung eines Richters – Errettung – Friede – Abfall. Im Gründungsmythos des alttestamentarischen Israels stellte sich der Krieg stets als etwas von Gott Befohlenes dar, und denen, die auf ihn bauten, denen fiel der Sieg zu. Dabei werden ausgedehnte ‚Gewaltexzesse‘ den Feinden gegenüber und auch untereinander beschrieben.
- Otniël gegen Kuschan-Rischatajim (Ri 3,7–11 EU)
- Ehud gegen Eglon von Moab (Ri 3,12–30 EU)
- Schamgar gegen die Philister (Ri 3,31 EU)
- Debora und Barak gegen Sisera und Jabin (Ri 4,1–5,31 EU)
- Gideon gegen die Midianiter (Ri 6,1–8,35 EU)
- Abimelech gegen Sichem und Tebez (Ri 9 EU)
- Tola (Ri 10,1-2 EU)
- Jaïr (Ri 10,3-5 EU)
- Jiftach gegen die Ammoniter (Ri 10,6–12,7 EU)
- Ibzan (Ri 12,8–10 EU)
- Elon (Ri 12,11–12 EU)
- Abdon (Ri 12,13–15 EU)
- Simson im Kampf gegen die Philister (Ri 13,1–16,31 EU)

### Schluss
Der Schlussteil des Buches enthält noch einige geschichtliche Erzählungen, die mit den Richtern nichts zu tun haben. Die Daniter ziehen nach Lajisch (später Dan genannt), schlagen die Einwohner mit scharfem Schwert und zerstören die Stadt. Unterwegs hatten sie das Gottesbild des Efraimiters Micha und dessen Priester mitgenommen und stellen das Bildnis bei sich auf. Es soll bis zur Verschleppung in die Babylonische Gefangenschaft dort gestanden haben (Ri 17,1-18,31 ).
Im Kapitel 19 steht eine Erzählung, die stark an die Ereignisse in Gen 19,4-11  erinnert. Die Nebenfrau eines Leviten wird auf übelste Weise vergewaltigt und umgebracht, als er in Gibea im Siedlungsgebiet von Benjamin übernachtete. Als Warnung zerteilt er sie in zwölf Teile und schickt sie an alle Stämme Israels (Ri 19,1-30 ). Die Israeliten versammeln sich daraufhin in Mizpa, um gegen Gibea wegen des Verbrechens vorzugehen. Benjamin stellt jedoch eine starke Streitmacht auf, statt die Übeltäter wie gefordert herauszugeben. Die ersten zwei Angriffe auf die Stadt werden zurückgeschlagen, und die Israeliten erleiden starke Verluste. Am dritten Tag gelingt den Israeliten mittels eines Hinterhaltes dann doch ein Angriff auf die Stadt Gibea. Sie stecken die Stadt in Brand und vernichten das ausgezogene Heer fast vollständig. 25.000 aus dem Stamm Benjamin fallen an diesem Tag (Ri 20 ).
Sofort nach dem Ende der Schlacht bereuen die Israeliten, dass nun praktisch der ganze Stamm Benjamins ausgerottet ist. Sie können dem verbleibenden Rest aber keine Frauen aus den eigenen Reihen geben, da sie geschworen hatten, das nicht zu tun. Nun jedoch finden sie, dass Jabesch-Gilead niemanden an die Versammlung geschickt hatte, also nicht an diese Verpflichtung gebunden war. Dafür hatte man geschworen, jeden zu vernichten, der der Versammlung ferngeblieben war. Die Israeliten zogen also aus, vernichteten Jabesch-Gilead und brachten alle Bewohner um, außer den Jungfrauen, die sie finden konnten. Diese gab man den Benjaminitern. Weil es aber zu wenige Frauen waren, raubten die Benjaminiter die Frauen von Schilo während eines Festes (Ri 21 ).
Der letzte Satz des Buches fasst gleichsam als Parabel die Geschehnisse nochmals zusammen und weist auf die kommenden Ereignisse in den Büchern des Propheten Samuel hin: „In jenen Tagen gab es noch keinen König in Israel; jeder tat, was ihm gefiel“ (21,25 ). Unter Samuel folgt dann die Ausrufung des Königtums unter Saul sowie eine Beschreibung des Aufstiegs Israels zur Großmacht.

## Rezeption
Im Neuen Testament wird relativ selten Bezug auf das Buch der Richter genommen. Die meist indirekten Verweise konzentrieren sich auf die als Glaubenshelden wahrgenommenen Personen. Johannes der Täufer wird in Lk 1,15  als Simson-artiger Nasiräer dargestellt (ohne dass dort der Name Simson fällt). Mt 2,23  stellt anlässlich der Geburt Jesu einen ähnlichen Bezug her. Wie Jaël, die Frau, die Sisera tötete, im Deboralied (Ri 5,24 ) wird Maria in Lk 1,42  als „mehr gesegnet als alle anderen Frauen“ bezeichnet.
Eine direkte Erwähnung von Personen des Richterbuches findet sich in Hebr 11,32 , wo Gideon, Barak, Simson und Jiftach als Glaubenshelden neben Henoch, Noach, Abraham, Isaak, Jakob, Mose, Rahab, David, Samuel und den Propheten genannt werden. Die sehr von der alttestamentlichen Vorlage abweichende Charakterisierung der Personen im Hebräerbrief erklärt sich aus der homiletischen Zielsetzung des 11. Kapitels des Hebräerbriefs. Dieses Kapitel ist keine Exegese alttestamentlicher Texte, sondern eine Predigt über den Glauben.